# Jacek Skrzydło
Jacek Michał Skrzydło – polski prawnik, adwokat, doktor habilitowany nauk prawnych, profesor nadzwyczajny Uniwersytetu Łódzkiego, specjalista w zakresie praw człowieka i prawa Unii Europejskiej.

## Życiorys
W 1998 na podstawie napisanej pod kierunkiem Renaty Sonnenfeld-Tomporek rozprawy pt. Orzeczenie prejudycjalne (preliminary rulings) Trybunału Wspólnot Europejskich – opis systemu w perspektywie członkostwa Polski w Unii Europejskiej uzyskał na Wydziale Prawa i Administracji Uniwersytetu Łódzkiego stopień naukowy doktora nauk prawnych w zakresie prawa, specjalność: prawo międzynarodowe publiczne. Tam też na podstawie dorobku naukowego oraz rozprawy pt. Wolność słowa w orzecznictwie Sądu Najwyższego Stanów Zjednoczonych i Europejskiego Trybunału Praw Człowieka uzyskał w 2015 stopień doktora habilitowanego nauk prawnych w zakresie prawa, specjalność: prawo międzynarodowe publiczne.
Został profesorem nadzwyczajnym Uniwersytetu Łódzkiego zatrudnionym na Wydziale Prawa i Administracji w Katedrze Prawa Międzynarodowego i Stosunków Międzynarodowych.
Odbył staże naukowe na Universitat Installingen Antwerpen i w DePaul University w Chicago (1993–1994).
W 1997 został adwokatem w Łodzi.